# Demografische Katastrophe
Demografische Katastrophe bezeichnet einen außerordentlich drastischen Bevölkerungsrückgang mit langfristigen Auswirkungen auf die gesellschaftlichen, wirtschaftlichen und kulturellen Strukturen einer Bevölkerung bis hin zur Entvölkerung größerer Gebiete oder bis zum völligen oder fast vollständigen Zusammenbruch einer Population.
Der Begriff „demografische Katastrophe“ ist von Phänomenen des einfachen Bevölkerungsrückgangs abzugrenzen. Er wird oft schlagwortartig und wertend gebraucht, z. B. in der Diskussion über den Geburtenrückgang in westlichen Industrienationen. Angemessener wäre hierfür die weniger dramatische Bezeichnung demografische Krise, denn eine Reihe geschichtlicher Ereignisse hatten eine wesentlich größere Dimension.

## Ursachen
In der heutigen Forschung überwiegt die Meinung, dass man bei dauerhaften Bevölkerungsrückgängen großen Ausmaßes von einer Vielzahl von sich ergänzenden Faktoren ausgehen muss, die sich auf so unterschiedliche Bereiche wie Sozialstruktur, Wirtschaftsweise, Siedlungsweise, Klima, Ressourcennutzung, Krankheiten, Sucht, Verfolgung usw. erstrecken. In vielen Fällen kommt ein langfristiger Bevölkerungsrückgang großen Ausmaßes nur durch die über einen gewissen Zeitraum länger andauernde Wirkung der Faktoren zum Tragen. So haben etwa Untersuchungen zur Auswirkung der großen Pestepidemien im 14. Jahrhundert gezeigt, dass es die wiederholte Heimsuchung durch die Pest war, die zu einem dauerhaften Bevölkerungsrückgang führte. Entscheidend für einen langfristigen Bevölkerungsrückgang ist aber weniger eine einzelne Epidemie als vielmehr eine Veränderung der absoluten realisierten Reproduktionszahlen.

## Beispiele

Bevölkerungsentwicklung in Irland (grün) und Europa (blau): ab 1845 starker Rückgang in Irland aufgrund der Folgen der Großen Hungersnot

Bekannte Beispiele für demografische Katastrophen in der Geschichte:
- Der Rückgang der römischen Bevölkerung in der Spätphase des Römischen Reiches
- Der Bevölkerungsrückgang in der Zeit des Mongolensturms, vor allem hervorgerufen durch die Zerstörung der bäuerlichen und zum Teil städtischen Lebensgrundlage der Bevölkerung in den betroffenen Gebieten
- Der Bevölkerungsrückgang in Europa im 14. Jahrhundert, verursacht durch die Pest
- Der Bevölkerungsrückgang in Amerika nach der Entdeckung durch Kolumbus, verursacht durch eingeschleppte Krankheiten wie Pocken, Masern und Grippe, teilweise verstärkt durch schlechte Behandlung durch die spanischen Eroberer – das in Zahlen wahrscheinlich größte Massensterben überhaupt. So ging im 16. Jahrhundert die Bevölkerung Mexikos um 90 % zurück.[2]
- Der Bevölkerungsrückgang in Mitteleuropa zur Zeit des Dreißigjährigen Krieges, hervorgerufen unter anderem durch Seuchen und Nahrungsengpässe (letzteres auch bedingt durch die Requisition, eine neue Form der Soldatenversorgung)
- Die Große Hungersnot in Irland (ab 1845) mit langfristigen Auswirkungen auf die Bevölkerungszahlen. Etwa eine Million Iren starben, zwei Millionen emigrierten in die USA, nach England und die britischen Kolonien.